# Girls Planet 999
Girls Planet 999: The Girls Saga (en hangul, 걸스플래닛999: 소녀대전; romanización revisada, geolseupeullaenit999: sonyeodaejeon) fue un programa de competencia de telerrealidad que se estrenó en Mnet el 6 de agosto de 2021 a las 8:20 PM (KST) y se emitieron 12 episodios semanales hasta su final el 22 de octubre. El objetivo de la competición es debutar un grupo de chicas de 9 miembros consistiendo de aprendices e ídolos de China, Japón y Corea del Sur. Las audiciones para la competencia se llevaron a cabo desde enero a febrero de 2021.
De 13.000 aspirantes, 99 concursantes finales fueron seleccionadas; con un número equitativo de miembros por cada país participante. Tras varias rondas de eliminación, se anunció durante la transmisión final, en octubre de 2021, que las 9 concursantes ganadoras debutarían bajo el nombre Kep1er.

La alineación final esta actualmente compuesta solo por 7 miembros debido a q Yeseo (R6) y Mashiro (R8), dejaron el grupo en julio de 2024.

## Concepto
La temática de "planetas" deriva de una colaboración entre Mnet y NCSoft para su nueva plataforma llamada UNIVERSE, centrada en el K-pop. La aplicación permite votar desde otros países fuera de los tres que participan, además de contener gran variedad de material promocional para el programa. El sistema de votación está diseñado para que el 50% de los votos provengan de Corea del Sur, mientras que el 50% restante proviene del extranjero, incluyendo a China y Japón. Con base en este sistema se contabilizan los puntos finales obtenidos por cada participante durante las distintas etapas del programa.

## Promoción y transmisión
El programa, junto con sus audiciones, se anunció por primera vez el 11 de enero de 2021 a través de Mnet. El 8 de junio se anunció que el presentador del programa será Yeo Jingoo, seguido de la revelación de varios mentores y el nombre del tema de apertura del programa más tarde el mismo mes.
El 6 de julio, a través de un video, se reveló que la fecha de estreno del programa será el 6 de agosto. Otro adelanto mostrando las caras de las 99 concursantes fue revelado el 8 de julio, junto con un póster promocional.
El tema de apertura, "O.O.O (Over&Over&Over)", fue lanzado el 12 de julio, junto con una presentación hecha por el grupo coreano con Kim Dayeon de Jellyfish en el centro. Otra versión de la performance, presentada por el grupo chino, fue lanzada el 14 de julio con Shen Xiaoting de Top Class en el centro. La versión del grupo japonés fue lanzada el 16 de julio con Hikaru Ezaki de Avex Artist Academy en el centro. La versión completa con los tres grupos fue lanzada el 29 de julio durante la transmisión de M Countdown. Los perfiles de las concursantes fueron liberados entre el 17 y 19 de julio.
El programa está disponible a través de Mnet en Corea del Sur, iQiyi en China, AbemaTV en Japón y tvN Asia en el Sudeste Asiático. El programa puede ser observado de manera internacional a través de diversas plataformas en línea.

## Elenco
El programa fue presentado por el actor Yeo Jingoo, apodado como el "Planet Master". El resto de los mentores, también apodados como "masters", son:
- K-Pop Masters:
  - Sunmi
  - Tiffany Young
- Dance Masters:
  - Back Kooyoung
  - Jang Juhee
- Vocal Masters:
  - Lim Hanbyul
  - Jo Ayoung
- Rap Master (Episodio 6-7):
  - Woo Wonjae

## Concursantes
Hubo un total de 99 concursantes participando en el programa: 33 coreanas, 33 japonesas y 33 chinas, taiwanesas y hongkonesas; las cuales fueran agrupadas en 3 grupos dependiendo de su nacionalidad.
| 99 Concursantes                                       | 99 Concursantes                               | 99 Concursantes                                           | 99 Concursantes                              | 99 Concursantes                                 |
| K-Group ( Corea del Sur)                              | K-Group ( Corea del Sur)                      | K-Group ( Corea del Sur)                                  | K-Group ( Corea del Sur)                     | K-Group ( Corea del Sur)                        |
| ----------------------------------------------------- | --------------------------------------------- | --------------------------------------------------------- | -------------------------------------------- | ----------------------------------------------- |
| Kim Chaehyun (김채현)(Kep1er)                         | Huening Bahiyyih (휴닝바히에)(Kep1er)         | Choi Yujin (최유진)(Kep1er)                               | Kim Dayeon (김다연)(Kep1er)                  | Seo Youngeun (서영은)(Kep1er)                   |
| Kang Yeseo (강예서)(Madein)                           | Kim Suyeon (김수연)(Billie)                   | Guinn Myah (귄마야)(Top Media, prox debut)                | Kim Bora (김보라)(Ex Cherry Bullet)          | Kim Do-ah (김도아)(Actriz y solista)            |
| Yoon Jia (윤지아)(Mimiirose)                          | Jeong Jiyoon (정지윤)(Ichillin)               | An Jeongmin (안정민)(Solista)                             | Lee Hyewon (이혜원)(Actriz y modelo)         | Kim Hyerim (김혜림)(Activa en redes sociales)   |
| Heo Jiwon (허지원)(Ex Cherry Bullet)                  | Choi Yeyoung (최예영)(Geeunius)               | Lee Chaeyun (이채윤)(Actriz)                              | You Dayeon (유다연)(Solista)                 | Kim Sein (김세인)(DG ent)                       |
| Sim Seungeun (심승은)(BVNDIT)                         | Lee Yeongyung (이연경)(S2 ent)                | Lee Rayeon (이나연)(Fanátics)                             | Lee Sunwoo (이선우)(Evermore ent)            | Kim Yeeun (김예은)(Neul ent)                    |
| Lee Yunji (이윤지)(ILY:1)                             | Choi Hyerin (최혜린). (JW ent)                | Ryu Sion (류시온)(Geeunius)                               | Suh Jimin (서지민)(Wake One ent)             | Joung Min (정민)(Activa en redes sociales)      |
| Kim Yubin (김유빈) (Activa en redes sociales)         | Cho Haeun (조하은)(Activa en redes sociales)  | Han Dana (한다나)(ViV)                                    |                                              |                                                 |
| C-Group ( China, República de China, Hong Kong)       |                                               |                                                           |                                              |                                                 |
| Shen Xiaoting (沈小婷)(Kep1er)                        | Fu Yaning (符雅凝)(Solista y Activa en Ig)    | Su Ruiqi (苏芮琪)(Solista y Modelo)                       | Wen Zhe (文哲)(Hickey)                       | Huang Xingqiao (黄星侨)(Solista)                |
| Chen Hsinwei (陈昕葳)(Actriz y Modelo)                | Zhou Xinyu (周心语)(Triple S)                 | Cai Bing (蔡冰)(KSGIRLS)                                  | Xu Ziyin (徐紫茵)(Actriz y activa en Ig.     | Liang Jiao (梁娇)(GNZ48)                        |
| Li Yiman (李伊蔓)(Actriz y Youtuber)                  | Yang Zige (杨梓格)(Yuehua ent)                | Wang Yale (王雅乐)(Jaywalk ent, Activa en ig              | Zhang Luofei (张洛菲(Gramarie ent, Ig)       | Hsu Nientzu (許念慈)(Triple S)                  |
| Chiayi (李家仪)(Fanátics)                             | Wu Tammy (吴塔米)(Activa en ig, trainee)      | Leung Cheukying (梁卓瀅)(Activa en ig, trainee)           | Xia Yan (夏研)(Solista)                      | Liang Qiao (梁乔)(GNZ48)                        |
| Xu Ruowei (徐若惟)(Estudante de universidad)          | Gu Yizhou (顾逸舟)(Top Class ent, Ig)         | Chang Ching (張競)(Yue Hua ent)                           | Ma Yuling (马玉灵)(SNH48)                    | Lin Chenhan (林辰涵)(Actriz)                    |
| Cui Wenmeixiu (崔文美秀)(Activa en ig)                | Chien Tzuling (簡紫翎)(Active in ig)          | Ho Szeching (何思清)(Spiral)                              | Poon Wingchi (潘穎芝)(Echo ent)              | Lin Shuyun (林书蕴)(Criyxtal)                   |
| Liu Shiqi (刘诗琦)(Jaywalk ent)                       | Wang Qiuru (秋茹)(SNH48)                      | Liu Yuhan (刘钰涵)(Activa in ig)                          |                                              |                                                 |
| J-Group ( Japón)                                      |                                               |                                                           |                                              |                                                 |
| Hikaru Ezaki (江崎ひかる)(Kep1er)                     | Mashiro Sakamoto (坂本舞白)(Madein)           | Yurina Kawaguchi (川口ゆりな)(Solista, Modelo y Actriz)   | Shana Nonaka (ノナカシャナ)(Lapillus)        | Ruan Ikema (ルアンイケマ)(Gen1es)               |
| Manami Nagai (永井愛実)(Kiss Girls)                   | Ririka Kishida (岸田莉里花)(ILY:1)            | May (メイ)(Ex Cherry Bullet)                              | Kotone Kamimoto (嘉味元琴音.(Triples)        | Reina Kubo (久保玲奈)(Activa en ig y Estudiante |
| Miu Sakurai (櫻井美羽)(ME:I)                          | Ayana Kuwahara (桑原彩菜)(RIRIDAY)            | Moana Yamauchi (山内若杏名)(Estudiante de la universidad) | Shihona Sakamoto (坂本志穂奈)(Actriz de voz) | Risako Arai (荒井理佐子)(Activa en ig)          |
| Moka Shima (志摩真岡)(Estudiante de Atletismo)        | Ayaka Fujimoto (藤本綾香)(Prox debut ON1 ent) | Hana Hayase (早瀬華). (ILY:1)                             | Miyu Ito (伊藤みゆ)(Madein)                  | Fuko Hayashi (林風子)(Finalista ILAND 2)        |
| Nagomi Hiyajo (ひやじなごみ)(ViV)                     | Rinka Ando (安藤凜花)(Activa en Ig)           | Rinka Aratake (荒竹凛香)(Semifinal Chuang Asia)           | Momoko Okazaki (岡崎百々子)(BABYMETAL)       | Vivienne Inaba (雅ヴィヴィアン)(Activa en ig)   |
| Yume Murakami (ムラカウイゆめ)(ViV)                   | Rei Kamikura (神倉玲)(Activa en ig)           | Hina Terasaki (寺崎ひな)(KISS entertaiment)               | Sumomo Okuma (大熊李)(Trainee in Japan)      | Fuka Oki (沖風香)(Activa en ig)                 |
| Miyu Kanno (菅野みゆ)(Participó en Produce 101 Japan) | Yuna Kitajima (北島ゆな)(Activa en ig)        | Kyara Nakamura (中村キャラ)(Activa en X)                  |                                              |                                                 |

## Celdas
Las celdas constituyen las subunidades conformadas por 3 participantes creadas durante la etapa inicial del programa, las cuales fueron fundamentales para el primer periodo de eliminación. Las 99 participantes fueron asignadas a una celda, por lo que se conformaron 33 celdas diferentes, cada una compuesta por una concursante del Grupo K, una del Grupo C y otra del Grupo J. Al iniciar el programa, las celdas fueron elegidas provisionalmente con base en los intereses comunes de las participantes. Sin embargo, luego de las primeras presentaciones, las candidatas del Top 9 elegidas por los mentores pudieron elegir a las compañeras de sus nuevas celdas, mientras que las demás participantes fueron re-agrupadas en otros grupos.
Las celdas fueron eliminadas definitivamente en el Episodio 6, cuando las votaciones se volvieron individuales.

### Ranking de celdas
Celdas eliminadas durante la Primera Ronda de Eliminación
     Participantes salvadas por medio del Planet Pass
| Ranking de celdas | Ranking de celdas     | Ranking de celdas     | Ranking de celdas     | Ranking de celdas | Ranking de celdas | Ranking de celdas | Ranking de celdas |
| Puesto            | Celdas sobrevivientes | Celdas sobrevivientes | Celdas sobrevivientes | Puesto            | Celdas eliminadas | Celdas eliminadas | Celdas eliminadas |
| Puesto            | K                     | C                     | J                     | Puesto            | K                 | C                 | J                 |
| ----------------- | --------------------- | --------------------- | --------------------- | ----------------- | ----------------- | ----------------- | ----------------- |
| 1                 | Choi Yujin            | Cai Bing              | May                   | 18                | Kim Sein          | Wen Zhe           | Okazaki Momoko    |
| 2                 | Seo Youngeun          | Shen Xiaoting         | Kawaguchi Yurina      | 19                | You Dayeon        | Xu Ruowei         | Kamikura Rei      |
| 3                 | Jeong Jiyoon          | Su Ruiqi              | Ezaki Hikaru          | 20                | Kim Hyerim        | Ma Yuling         | Okuma Sumomo      |
| 4                 | Kang Yeseo            | Huang Xingqiao        | Sakamoto Mashiro      | 21                | Lee Yeongyung     | Xia Yan           | Inaba Vivienne    |
| 5                 | Kim Chaehyun          | Li Yiman              | Kuwahara Ayana        | 22                | Sim Seungeun      | Chien Tzuling     | Ando Rinka        |
| 6                 | Kim Doah              | Xu Ziyin              | Arai Risako           | 23                | Joung Min         | Liang Qiao        | Hayashi Fuko      |
| 7                 | Huening Bahiyyih      | Hsu Nientzu           | Sakamoto Shihona      | 24                | Lee Sunwoo        | Poon Wingchi      | Hiyajo Nagomi     |
| 8                 | Kim Suyeon            | Fu Yaning             | Nonaka Shana          | 25                | Kim Yeeun         | Liu Shiqi         | Ikema Ruan        |
| 9                 | Kim Dayeon            | Wu Tammy              | Sakurai Miu           | 26                | Lee Yunji         | Gu Yizhou         | Murakami Yume     |
| 10                | Choi Yeyoung          | Chen Hsinwei          | Kubo Reina            | 27                | Lee Rayeon        | Cui Wenmeixiu     | Oki Fuka          |
| 11                | Guinn Myah            | Yang Zige             | Kamimoto Kotone       | 28                | Suh Jimin         | Wang Qiuru        | Ito Miyu          |
| 12                | Huh Jiwon             | Chiayi                | Yamauchi Moana        | 29                | Ryu Sion          | Chang Ching       | Terasaki Hina     |
| 13                | Lee Chaeyun           | Leung Cheukying       | Kishida Ririka        | 30                | Choi Hyerin       | Liu Yuhan         | Aratake Rinka     |
| 14                | Lee Hyewon            | Liang Jiao            | Nagai Manami          | 31                | Kim Yubin         | Lin Shuyun        | Nakamura Kyara    |
| 15                | An Jeongmin           | Wang Yale             | Fujimoto Ayaka        | 32                | Han Dana          | Lin Chenhan       | Kitajima Yuna     |
| 16                | Kim Bora              | Zhang Luofei          | Hayase Hana           | 33                | Cho Haeun         | Ho Szeching       | Kanno Miyu        |
| 17                | Yoon Jia              | Zhou Xinyu            | Shima Moka            |                   |                   |                   |                   |

## Misiones

### Planet Demo Stage (Ep. 1-2)
Planet Demo Stage fue la primera misión del programa donde las concursantes, se juntaban en un grupo o individualmente para cantar alguna canción de K-Pop (los equipos eran por país) y de esas presentaciones saldrian las candidatas al Top 9.
     Candidatas al Planet Top 9.
     Miembros del Planet Top 9.
| Produce 48            | Rumor      | Visual Killer          | Chen Hsinwei    | Aespa                         | Black Mamba     | Cuties         | An Jeongmin      | Twice      | Fancy       | Crystal Girls   | Hayase Hana      |
| Produce 48            | Rumor      | Visual Killer          | Huang Xingqiao  | Aespa                         | Black Mamba     | Cuties         | Kim Chaehyun     | Twice      | Fancy       | Crystal Girls   | Kawaguchi Yurina |
| Produce 48            | Rumor      | Visual Killer          | Shen Xiaoting   | Aespa                         | Black Mamba     | Cuties         | Lee Yunji        | Twice      | Fancy       | Crystal Girls   | Kishida Ririka   |
| Produce 48            | Rumor      | Visual Killer          | Xu Ruowei       | NCT 127                       | Kick It         | Hot~Sauce      | Seo Youngeun     | Twice      | Fancy       | Crystal Girls   | Kitajima Yuna    |
| Iz*One                | Violeta    | Luxury Propotion Girls | Cui Wenmeixiu   | NCT 127                       | Kick It         | Hot~Sauce      | Yoon Jia         | Twice      | Fancy       | Crystal Girls   | Murakami Yume    |
| Iz*One                | Violeta    | Luxury Propotion Girls | Wang Qiuru      | K/DA                          | Pop/Stars       | Shooting~Star  | Choi Yeyoung     | (G)I-dle   | Dumdi Dumdi | December Girl   | Hiyajo Nagomi    |
| Iz*One                | Violeta    | Luxury Propotion Girls | Xia Yan         | K/DA                          | Pop/Stars       | Shooting~Star  | Kim Dayeon       | (G)I-dle   | Dumdi Dumdi | December Girl   | Sakamoto Mashiro |
| Iz*One                | Violeta    | Luxury Propotion Girls | Yang Zige       | K/DA                          | Pop/Stars       | Shooting~Star  | Kim Suyeon       | BoA        | Black       | -               | Yamauchi Moana   |
| Iz*One                | Violeta    | Luxury Propotion Girls | Zhang Luofei    | 4Minute                       | Crazy           | Baby Monsters  | Guinn Myah       | DIA        | Hug U       | Spring Girls    | Arai Risako      |
| Iz*One                | Violeta    | Luxury Propotion Girls | Zhou Xinyu      | 4Minute                       | Crazy           | Baby Monsters  | Kang Yeseo       | DIA        | Hug U       | Spring Girls    | Hayashi Fuko     |
| WJSN-Chocome          | Hmph!      | Twins                  | Liang Jiao      | 4Minute                       | Crazy           | Baby Monsters  | Kim Sein         | DIA        | Hug U       | Spring Girls    | Kanno Miyu       |
| WJSN-Chocome          | Hmph!      | Twins                  | Liang Qiao      | 4Minute                       | Crazy           | Baby Monsters  | Lee Chaeyun      | DIA        | Hug U       | Spring Girls    | Nagai Manami     |
| Itzy                  | Wannabe    | Pallet Girls           | Leung Cheukying | Apink                         | Mr. Chu         | Eighteen Girls | Cho Haeun        | DIA        | Hug U       | Spring Girls    | Sakurai Miu      |
| Itzy                  | Wannabe    | Pallet Girls           | Li Yiman        | Apink                         | Mr. Chu         | Eighteen Girls | Huening Bahiyyih | Oh My Girl | Nonstop     | Energy Youngest | Ikema Ruan       |
| Itzy                  | Wannabe    | Pallet Girls           | Lin Shuyun      | Apink                         | Mr. Chu         | Eighteen Girls | Kim Yeeun        | Oh My Girl | Nonstop     | Energy Youngest | Kuwahara Ayana   |
| Itzy                  | Wannabe    | Pallet Girls           | Poon Wingchi    | Apink                         | Mr. Chu         | Eighteen Girls | Lee Hyewon       | Blackpink  | Boombayah   | Burn Crush      | Ezaki Hikaru     |
| Itzy                  | Wannabe    | Pallet Girls           | Wu Tammy        | Seulgi, SinB, Chungha, Soyeon | Wow Thing       | Fireworks      | Kim Doah         | Blackpink  | Boombayah   | Burn Crush      | Kamikura Rei     |
| Girls' Generation-TTS | Twinkle    | Shining Girls          | Liu Shiqi       | Seulgi, SinB, Chungha, Soyeon | Wow Thing       | Fireworks      | Kim Hyerim       | Blackpink  | Boombayah   | Burn Crush      | Kamimoto Kotone  |
| Girls' Generation-TTS | Twinkle    | Shining Girls          | Ma Yuling       | Seulgi, SinB, Chungha, Soyeon | Wow Thing       | Fireworks      | Lee Sunwoo       | Blackpink  | Boombayah   | Burn Crush      | Nonaka Shana     |
| Girls' Generation-TTS | Twinkle    | Shining Girls          | Wang Yale       | Seulgi, SinB, Chungha, Soyeon | Wow Thing       | Fireworks      | You Dayeon       | Mamamoo    | Gogobebe    | Joker           | Ando Rinka       |
| Oh My Girl            | Dolphin    | S2                     | Ho Szeching     | Gain                          | Paradise Lost   | -              | Sim Seungeun     | Mamamoo    | Gogobebe    | Joker           | Kubo Reina       |
| Oh My Girl            | Dolphin    | S2                     | Hsu Nientzu     | Little Mix                    | Bounce Back     | Bbo Yoon       | Jeong Jiyoon     | Mamamoo    | Gogobebe    | Joker           | Oki Fuka         |
| T-ara                 | Roly-Poly  | 0505 Youngest          | Lin Chenhan     | Little Mix                    | Bounce Back     | Bbo Yoon       | Kim Bora         | Mamamoo    | Gogobebe    | Joker           | Sakamoto Shihona |
| T-ara                 | Roly-Poly  | 0505 Youngest          | Liu Yuhan       | Hyuna                         | Bubble Pop      | -              | Choi Yujin       | WJSN       | Boogie Up   | Sparkling Girls | Fujimoto Ayaka   |
| CLC                   | Helicopter | Strong Girls           | Cai Bing        | I.O.I                         | Whatta Man      | Electric Shock | Huh Jiwon        | WJSN       | Boogie Up   | Sparkling Girls | Inaaba Vivienne  |
| CLC                   | Helicopter | Strong Girls           | Chang Ching     | I.O.I                         | Whatta Man      | Electric Shock | Kim Yubin        | WJSN       | Boogie Up   | Sparkling Girls | May              |
| CLC                   | Helicopter | Strong Girls           | Chiayi          | I.O.I                         | Whatta Man      | Electric Shock | Lee Rayeon       | WJSN       | Boogie Up   | Sparkling Girls | Okuma Sumomo     |
| CLC                   | Helicopter | Strong Girls           | Fu Yaning       | I.O.I                         | Whatta Man      | Electric Shock | Suh Jimin        | (G)I-dle   | Latata      | Witches         | Aratake Rinka    |
| CLC                   | Helicopter | Strong Girls           | Wen Zhe         | Twice                         | I Can't Stop Me | Cotton Candy   | Choi Hyerin      | (G)I-dle   | Latata      | Witches         | Nakamura Kyara   |
| Chungha               | Snapping   | -                      | Su Ruiqi        | Twice                         | I Can't Stop Me | Cotton Candy   | Han Dana         | (G)I-dle   | Latata      | Witches         | Shima Moka       |
| Hwasa                 | Maria      | Dreaming Magic Girl    | Chien Tzuling   | Twice                         | I Can't Stop Me | Cotton Candy   | Joung Min        | Produce 48 | 1000%       | Summer Wish     | Ito Miyu         |
| Hwasa                 | Maria      | Dreaming Magic Girl    | Gu Yizhou       | Twice                         | I Can't Stop Me | Cotton Candy   | Lee Yeongyung    | Produce 48 | 1000%       | Summer Wish     | Okazaki Momoko   |
| Sunmi                 | Siren      | -                      | Xu Ziyin        | Twice                         | I Can't Stop Me | Cotton Candy   | Ryu Sion         | Produce 48 | 1000%       | Summer Wish     | Terasaki Hina    |

### Connect Mission (Ep. 2-4)
Connect Mission fue una misión donde las concursantes divididas en sus celdas tendrían que cantar una canción de K-pop. Las canciones de Girl Groups serían divididas cada una en 2 equipos y el equipo ganador recibiría un multiplicador x2 y las canciones de Boy Groups estarían en una misma categoría (EBS) y el equipo ganador recibiría un multiplicador x3.
El equipo Yes or Yes 1 (Keep Missing You) apareció en el programa M Countdown.
     Equipo ganador
     Líder del equipo
     Killing Part
| Connect Mission                                         | Connect Mission          | Connect Mission         | Connect Mission          | Connect Mission              | Connect Mission        | Connect Mission       | Connect Mission    | Connect Mission    | Connect Mission    | Connect Mission    | Connect Mission    | Connect Mission    | Connect Mission    | Connect Mission    | Connect Mission    | Connect Mission    | Connect Mission    | Connect Mission    | Connect Mission    |
| Twice - Yes or Yes                                      | Twice - Yes or Yes       | Twice - Yes or Yes      | Twice - Yes or Yes       | Twice - Yes or Yes           | Twice - Yes or Yes     | Twice - Yes or Yes    | Twice - Yes or Yes | Twice - Yes or Yes | Twice - Yes or Yes | Twice - Yes or Yes | Twice - Yes or Yes | Twice - Yes or Yes | Twice - Yes or Yes | Twice - Yes or Yes | Twice - Yes or Yes | Twice - Yes or Yes | Twice - Yes or Yes | Twice - Yes or Yes | Twice - Yes or Yes |
| ------------------------------------------------------- | ------------------------ | ----------------------- | ------------------------ | ---------------------------- | ---------------------- | --------------------- | ------------------ | ------------------ | ------------------ | ------------------ | ------------------ | ------------------ | ------------------ | ------------------ | ------------------ | ------------------ | ------------------ | ------------------ | ------------------ |
| Keep Missing You                                        | Keep Missing You         | Keep Missing You        | Energy Bar               | Energy Bar                   | Energy Bar             |                       |                    |                    |                    |                    |                    |                    |                    |                    |                    |                    |                    |                    |                    |
| Kim Hyerim Main Vocal                                   | Kim Chaehyun Vocal 1     | Huh Jiwon Vocal 5       | Kim Sein Main Vocal      | Lee Chaeyun Vocal 7          | Kim Doah Vocal 8       |                       |                    |                    |                    |                    |                    |                    |                    |                    |                    |                    |                    |                    |                    |
| Okuma Sumomo Vocal 7                                    | Kuwahara Ayana Vocal 4   | Yamauchi Moana Vocal 2  | Okazaki Momoko Vocal 6   | Kishida Ririka Vocal 1       | Arai Risako Vocal 4    |                       |                    |                    |                    |                    |                    |                    |                    |                    |                    |                    |                    |                    |                    |
| Ma Yuling Vocal 8                                       | Li Yiman Vocal 3         | Chiayi Vocal 6          | Wen Zhe Vocal 2          | Leung Cheukying Vocal 5      | Xu Ziyin Vocal 3       |                       |                    |                    |                    |                    |                    |                    |                    |                    |                    |                    |                    |                    |                    |
| Blackpink - How You Like That                           |                          |                         |                          |                              |                        |                       |                    |                    |                    |                    |                    |                    |                    |                    |                    |                    |                    |                    |                    |
| Plan Girls                                              | Plan Girls               | Plan Girls              | Hidden Cards             | Hidden Cards                 | Hidden Cards           |                       |                    |                    |                    |                    |                    |                    |                    |                    |                    |                    |                    |                    |                    |
| Choi Yujin Vocal 2                                      | Seo Youngeun Vocal 1     | Lee Yeongyung Rapera 2  | Kim Dayeon Rapera 1      | Yoon Jia Rapera principal    | Sim Seungeun Vocal 2   |                       |                    |                    |                    |                    |                    |                    |                    |                    |                    |                    |                    |                    |                    |
| Cai Bing Rapera principal                               | Shen Xiaoting Vocal 5    | Xia Yan Rapera 1        | Wu Tammy Vocal 4         | Zhou Xinyu Vocal 1           | Chien Tzuling Rapera 2 |                       |                    |                    |                    |                    |                    |                    |                    |                    |                    |                    |                    |                    |                    |
| May Vocal 3                                             | Kawaguchi Yurina Vocal 4 | Inaba Vivienne Rapera 3 | Sakurai Miu Vocal 3      | Shima Moka Rapera 3          | Ando Rinka Vocal 5     |                       |                    |                    |                    |                    |                    |                    |                    |                    |                    |                    |                    |                    |                    |
| Iz*One - Fiesta                                         |                          |                         |                          |                              |                        |                       |                    |                    |                    |                    |                    |                    |                    |                    |                    |                    |                    |                    |                    |
| Crown                                                   | Crown                    | Crown                   | Butterfly                | Butterfly                    | Butterfly              |                       |                    |                    |                    |                    |                    |                    |                    |                    |                    |                    |                    |                    |                    |
| Kang Yeseo Vocal 4                                      | Choi Yeyoung Vocal 7     | Lee Sunwoo Main Vocal   | Huening Bahiyyih Vocal 2 | Suh Jimin Vocal 4            | Kim Yubin Vocal 1      |                       |                    |                    |                    |                    |                    |                    |                    |                    |                    |                    |                    |                    |                    |
| Huang Xingqiao Vocal 5                                  | Chen Hsinwei Vocal 1     | Poon Wingchi Vocal 8    | Hsu Nientzu Vocal 5      | Wang Qiuru Vocal 6           | Lin Shuyun Vocal 8     |                       |                    |                    |                    |                    |                    |                    |                    |                    |                    |                    |                    |                    |                    |
| Sakamoto Mashiro Vocal 2                                | Kubo Reina Vocal 3       | Hiyajo Nagomi Vocal 6   | Sakamoto Shihona Vocal 3 | Ito Miyu Main Vocal          | Nakamura Kyara Vocal 7 |                       |                    |                    |                    |                    |                    |                    |                    |                    |                    |                    |                    |                    |                    |
| Oh My Girl - The Fifth Season (SSFWL)                   |                          |                         |                          |                              |                        |                       |                    |                    |                    |                    |                    |                    |                    |                    |                    |                    |                    |                    |                    |
| Our Season                                              | Our Season               | Our Season              | Oh My God!               | Oh My God!                   | Oh My God!             |                       |                    |                    |                    |                    |                    |                    |                    |                    |                    |                    |                    |                    |                    |
| Lee Hyewon Vocal 3                                      | Kim Bora Main Vocal      | Ryu Sion Vocal 5        | Joung Min Vocal 7        | Lee Rayeon Main Vocal        | Cho Haeun Vocal 2      |                       |                    |                    |                    |                    |                    |                    |                    |                    |                    |                    |                    |                    |                    |
| Liang Jiao Vocal 6                                      | Zhang Luofei Vocal 2     | Chang Ching Vocal 7     | Liang Qiao Rapera 1      | Cui Wenmeixiu Vocal 3        | Ho Szeching Vocal 5    |                       |                    |                    |                    |                    |                    |                    |                    |                    |                    |                    |                    |                    |                    |
| Nagai Manami Vocal 1                                    | Hayase Hana Vocal 4      | Terasaki Hina Rapera 1  | Hayashi Fuko Vocal 1     | Oki Fuka Vocal 4             | Kanno Miyu Vocal 6     |                       |                    |                    |                    |                    |                    |                    |                    |                    |                    |                    |                    |                    |                    |
| EBS (EXO, Seventeen, BTS) - The Eve, Pretty U, Mic Drop |                          |                         |                          |                              |                        |                       |                    |                    |                    |                    |                    |                    |                    |                    |                    |                    |                    |                    |                    |
| q-teen - Pretty U                                       | q-teen - Pretty U        | q-teen - Pretty U       | Red Moon - The Eve       | Red Moon - The Eve           | Red Moon - The Eve     |                       |                    |                    |                    |                    |                    |                    |                    |                    |                    |                    |                    |                    |                    |
| Guinn Myah Rapera 3                                     | Kim Yeeun Vocal 1        | Lee Yunji Vocal 4       | Jeong Jiyoon Main Vocal  | Kim Suyeon Vocal 7           | You Dayeon Vocal 4     |                       |                    |                    |                    |                    |                    |                    |                    |                    |                    |                    |                    |                    |                    |
| Yang Zige Vocal 2                                       | Liu Shiqi Main Vocal     | Gu Yizhou Rapera 4      | Su Ruiqi Vocal 5         | Fu Yaning Vocal 1            | Xu Ruowei Vocal 8      |                       |                    |                    |                    |                    |                    |                    |                    |                    |                    |                    |                    |                    |                    |
| Kamimoto Kotone Rapera 1                                | Ikema Ruan Rapera 2      | Murakami Yume Vocal 3   | Ezaki Hikaru Vocal 3     | Nonaka Shana Vocal 2         | Kamikura Rei Vocal 6   |                       |                    |                    |                    |                    |                    |                    |                    |                    |                    |                    |                    |                    |                    |
| -                                                       | -                        | -                       | Charismask - Mic Drop    | Charismask - Mic Drop        | Charismask - Mic Drop  | Charismask - Mic Drop |                    |                    |                    |                    |                    |                    |                    |                    |                    |                    |                    |                    |                    |
| -                                                       | -                        | -                       | An Jeongmin Vocal 1      | Choi Hyerin Rapera 2         | Han Dana Vocal 3       |                       |                    |                    |                    |                    |                    |                    |                    |                    |                    |                    |                    |                    |                    |
| -                                                       | -                        | -                       | Wang Yale Rapera 1       | Lin Chenhan Rapera principal | Liu Yuhan Vocal 2      |                       |                    |                    |                    |                    |                    |                    |                    |                    |                    |                    |                    |                    |                    |
| -                                                       | -                        | -                       | Fujimoto Ayaka Vocal 5   | Aratake Rinka Rapera 3       | Kitajima Yuna Vocal 4  |                       |                    |                    |                    |                    |                    |                    |                    |                    |                    |                    |                    |                    |                    |

### Combination Mission (Ep. 6-8)
En la Combination Mission, los equipos fueron separados en equipos de 3, 6 y 9 y habría categorías que serían rap, baile y vocal, el ganador sería sacado por los equipos por número de concursantes.
En cada equipo las concursantes tendrían que estar separadas por país (por ejemplo: los equipos de 6 tendrían que tener 2 coreanas, 2 chinas y 2 japonesas).
Las concursantes de los equipos ganadores recibirían un premio de 270 000 puntos, que serían divididos entre las integrantes del grupo.
     Equipo ganador.
     Líder del equipo.
     Killing Part.
     Líder + Killing Part.
| Combination Mission                              | Combination Mission                              | Combination Mission                              | Combination Mission                | Combination Mission               | Combination Mission        | Combination Mission | Combination Mission | Combination Mission | Combination Mission | Combination Mission | Combination Mission | Combination Mission | Combination Mission | Combination Mission | Combination Mission | Combination Mission | Combination Mission | Combination Mission | Combination Mission |
| Equipos de tres                                  | Equipos de tres                                  | Equipos de tres                                  | Equipos de tres                    | Equipos de tres                   | Equipos de tres            | Equipos de tres     | Equipos de tres     | Equipos de tres     | Equipos de tres     | Equipos de tres     | Equipos de tres     | Equipos de tres     | Equipos de tres     | Equipos de tres     | Equipos de tres     | Equipos de tres     | Equipos de tres     | Equipos de tres     | Equipos de tres     |
| ------------------------------------------------ | ------------------------------------------------ | ------------------------------------------------ | ---------------------------------- | --------------------------------- | -------------------------- | ------------------- | ------------------- | ------------------- | ------------------- | ------------------- | ------------------- | ------------------- | ------------------- | ------------------- | ------------------- | ------------------- | ------------------- | ------------------- | ------------------- |
| Woo Won-jae - We Are Late Night Mood             | Meghan Trainor - No Excuses Bling Cling Girls    | Taeyeon - All About You Girl's Poem              | Itzy - Mafia in the Morning Majiya | Show me the Money 9 - VVS V V Yes | 2PM - My House             |                     |                     |                     |                     |                     |                     |                     |                     |                     |                     |                     |                     |                     |                     |
| Kim Bora                                         | Kim Suyeon                                       | Choi Yeyoung                                     | Huh Jiwon                          | Lee Chaeyun                       | Seo Youngeun               |                     |                     |                     |                     |                     |                     |                     |                     |                     |                     |                     |                     |                     |                     |
| Wen Zhe                                          | Yang Zige                                        | Huang Xingqiao                                   | Fu Yaning                          | Liang Jiao                        | Wang Yale                  |                     |                     |                     |                     |                     |                     |                     |                     |                     |                     |                     |                     |                     |                     |
| Nagai Manami                                     | Ezaki Hikaru                                     | Sakurai Miu                                      | Sakamoto Mashiro                   | Kamimoto Kotone                   | Kuwahara Ayana             |                     |                     |                     |                     |                     |                     |                     |                     |                     |                     |                     |                     |                     |                     |
| Equipos de seis                                  |                                                  |                                                  |                                    |                                   |                            |                     |                     |                     |                     |                     |                     |                     |                     |                     |                     |                     |                     |                     |                     |
| BtoB - Missing You Drawing Sound                 | BtoB - Missing You Drawing Sound                 | IU - My Sea Re-sea-ve                            | IU - My Sea Re-sea-ve              | Lee Sun-hee - Fate Present        | Lee Sun-hee - Fate Present |                     |                     |                     |                     |                     |                     |                     |                     |                     |                     |                     |                     |                     |                     |
| Ahn Jeongmin                                     | Lee Hyewon                                       | Jeong Jiyoon                                     | Kim Chaehyun                       | Choi Yujin                        | Kang Yeseo                 |                     |                     |                     |                     |                     |                     |                     |                     |                     |                     |                     |                     |                     |                     |
| Leung Cheukying                                  | Zhou Xinyu                                       | Li Yiman                                         | Xu Ziyin                           | Shen Xiaoting                     | Su Ruiqi                   |                     |                     |                     |                     |                     |                     |                     |                     |                     |                     |                     |                     |                     |                     |
| Kawaguchi Yurina                                 | Kubo Reina                                       | Nonaka Shana                                     | Sakamoto Shihona                   | May                               | Yamauchi Moana             |                     |                     |                     |                     |                     |                     |                     |                     |                     |                     |                     |                     |                     |                     |
| Equipos de nueve                                 |                                                  |                                                  |                                    |                                   |                            |                     |                     |                     |                     |                     |                     |                     |                     |                     |                     |                     |                     |                     |                     |
| Blackpink, Selena Gomez - Ice Cream Cherry Swirl | Blackpink, Selena Gomez - Ice Cream Cherry Swirl | Blackpink, Selena Gomez - Ice Cream Cherry Swirl | Little Mix - Salute                | Little Mix - Salute               | Little Mix - Salute        |                     |                     |                     |                     |                     |                     |                     |                     |                     |                     |                     |                     |                     |                     |
| Guinn Myah                                       | Huening Bahiyyih                                 | Kim Dayeon                                       | Kim Doah                           | Kim Hyerim                        | Yoon Jia                   |                     |                     |                     |                     |                     |                     |                     |                     |                     |                     |                     |                     |                     |                     |
| Chen Hsinwei                                     | Hsu Nientzu                                      | Wu Tammy                                         | Cai Bing                           | Chiayi                            | Zhang Luofei               |                     |                     |                     |                     |                     |                     |                     |                     |                     |                     |                     |                     |                     |                     |
| Fujimoto Ayaka                                   | Ikema Ruan                                       | Kishida Ririka                                   | Arai Risako                        | Hayase Hana                       | Shima Moka                 |                     |                     |                     |                     |                     |                     |                     |                     |                     |                     |                     |                     |                     |                     |

## Rankings

### Planet Top 9
El "Planet Top 9" es el conjunto de concursantes que se ubican en los primeros 9 puestos del podio anunciado durante las diversas etapas del programa, ya sea por la selección de los mentores (para el episodio 2) o por la elección del público televidente a través de las votaciones. Representaron momentáneamente al grupo debutante.
| #  | Ep. 2          | Ep. 5              | Ep. 8                 | Ep. 9                 | Ep. 11                | Special Live       | Ep. 12                |
| #  | Concursante    | Concursante        | Concursante           | Concursante           | Concursante           | Concursante        | Concursante           |
| -- | -------------- | ------------------ | --------------------- | --------------------- | --------------------- | ------------------ | --------------------- |
| P1 | Hikaru Ezaki   | Yurina Kawaguchi   | Shen Xiaoting (↑1)    | Shen Xiaoting (–)     | Shen Xiaoting (–)     | Kim Chaehyun (↑10) | Kim Chaehyun (–)      |
| P2 | Kang Yeseo     | Shen Xiaoting (↑1) | Yurina Kawaguchi (↓1) | Kim Dayeon            | Kim Dayeon (–)        | Choi Yujin (↑3)    | Huening Bahiyyih (↑3) |
| P3 | Shen Xiaoting  | Hikaru Ezaki (↓2)  | Mashiro Sakamoto (↑2) | Hikaru Ezaki (↑1)     | Mashiro Sakamoto (↑1) | Kim Dayeon (↓1)    | Choi Yujin (↓1)       |
| P4 | Su Ruiqi       | Choi Yujin (↑3)    | Hikaru Ezaki (↓1)     | Mashiro Sakamoto (↓1) | Hikaru Ezaki (↓1)     | Seo Youngeun (↑5)  | Kim Dayeon (↓1)       |
| P5 | Jeong Jiyoon   | Mashiro Sakamoto   | Choi Yujin (↓1)       | Yurina Kawaguchi (↓3) | Choi Yujin (↑1)       | Huening Bahiyyih   | Seo Youngeun (↓1)     |
| P6 | Seo Youngeun   | Su Ruiqi (↓2)      | Su Ruiqi (–)          | Choi Yujin (↓1)       | Yurina Kawaguchi (↓1) | Kang Yeseo (↑6)    | Kang Yeseo (–)        |
| P7 | Choi Yujin     | Cai Bing (↑1)      | Huang Xingqiao        | Su Ruiqi (↓1)         | Shana Nonaka (↑2)     | Kim Suyeon         | Hikaru Ezaki (↑5)     |
| P8 | Cai Bing       | Kang Yeseo (↓6)    | Cai Bing (↓1)         | Kim Chaehyun (↑1)     | Fu Yaning             | Guinn Myah         | Mashiro Sakamoto (↑6) |
| P9 | Ayana Kuwahara | Kim Chaehyun       | Kim Chaehyun (–)      | Shana Nonaka          | Seo Youngeun (↑3)     | Su Ruiqi (↑1)      | Shen Xiaoting (↑7)    |

### Planet Pass
El "Planet Pass" es la facultad que poseen los mentores del programa para salvar a determinadas concursantes que habían sido eliminadas durante el anuncio del resultado de las votaciones. Las dos primeras rondas de eliminación incluyeron un "Planet Pass" por grupo, es decir, una participante de cada grupo fue salvada por los mentores. La tercera ronda de eliminación incluyó solo un "Planet Pass", el cual pudo ser utilizado con cualquier concursante eliminada del programa independientemente de su grupo.
| Ep. 5      | Ep. 8           | Ep. 11     |
| ---------- | --------------- | ---------- |
| Ruan Ikema | Kotone Kamimoto | Guinn Myah |
| Wen Zhe    | Zhou Xinyu      | Guinn Myah |
| Kim Hyerim | Kim Suyeon      | Guinn Myah |

### Primer periodo de votación global
El primer periodo de votación tuvo lugar desde el 13 de agosto de 2021 al 28 de agosto de 2021. La eliminación se realizó con base en las celdas formadas en el segundo episodio (cada celda se compone por una integrante coreana, una china y una japonesa). En total, de las 99 participantes, 45 fueron eliminadas (15 de cada grupo). Las concursantes que continúan en el programa fueron las integrantes de las 17 celdas mejor posicionadas, junto a 3 concursantes que fueron salvadas por los mentores (Planet Pass).
| Puesto | Episodio 3                | Episodio 3                | Episodio 3                | Episodio 3 | Episodio 5                | Episodio 5                | Episodio 5                | Episodio 5 |
| Puesto | Integrantes de las celdas | Integrantes de las celdas | Integrantes de las celdas | Puntos     | Integrantes de las celdas | Integrantes de las celdas | Integrantes de las celdas | Puntos     |
| Puesto | K                         | C                         | J                         | Puntos     | K                         | C                         | J                         | Puntos     |
| ------ | ------------------------- | ------------------------- | ------------------------- | ---------- | ------------------------- | ------------------------- | ------------------------- | ---------- |
| 1      | Choi Yujin                | Cai Bing                  | May                       | 1,328,882  | Choi Yujin                | Cai Bing                  | May                       | 2,929,629  |
| 2      | Seo Youngeun              | Shen Xiaoting             | Kawaguchi Yurina          | 1,176,035  | Seo Youngeun              | Shen Xiaoting             | Kawaguchi Yurina          | 2,649,735  |
| 3      | Jeong Jiyoon              | Su Ruiqi                  | Ezaki Hikaru              | 1,065,592  | Jeong Jiyoon              | Su Ruiqi                  | Ezaki Hikaru              | 2,048,599  |
| 4      | Kang Yeseo                | Huang Xingqiao            | Sakamoto Mashiro          | 843,274    | Kang Yeseo                | Huang Xingqiao            | Sakamoto Mashiro          | 1,912,854  |
| 5      | Huening Bahiyyih          | Hsu Nientzu               | Sakamoto Shihona          | 534,755    | Kim Chaehyun              | Li Yiman                  | Kuwahara Ayana            | 1,153,957  |
| 6      | Kim Doah                  | Xu Ziyin                  | Arai Risako               | 502,682    | Kim Doah                  | Xu Ziyin                  | Arai Risako               | 1,134,128  |
| 7      | Kim Chaehyun              | Li Yiman                  | Kuwahara Ayana            | 351,067    | Huening Bahiyyih          | Hsu Nientzu               | Sakamoto Shihona          | 1,025,869  |
| 8      | Kim Suyeon                | Fu Yaning                 | Nonaka Shana              | 286,390    | Kim Suyeon                | Fu Yaning                 | Nonaka Shana              | 640,747    |
| 9      | Kim Dayeon                | Wu Tammy                  | Sakurai Miu               | 223,105    | Kim Dayeon                | Wu Tammy                  | Sakurai Miu               | 589,272    |

### Segundo periodo de votación global
El segundo periodo de votación tuvo lugar desde el 3 de septiembre de 2021 al 18 de septiembre de 2021. La eliminación se realizó con base en los puntos individuales que recibieron cada una de las concursantes de los 3 grupos: K-Group, C-Group y J-Group. En total, de las 54 participantes, 27 fueron eliminadas (9 de cada grupo). Las concursantes que continúan en el programa fueron las 8 integrantes mejor posicionadas individualmente de cada grupo, junto a 3 concursantes que fueron salvadas por los mentores (Planet Pass).
Al final del episodio 8, se anunció que la concursante china Xu Ziyin había abandonado el programa por cuestiones de salud, a pesar de haber sobrevivido en la octava posición.
| Puesto | Episodio 8       | Episodio 8 | Episodio 8     | Episodio 8 | Episodio 8       | Episodio 8 |
| Puesto | K                | K          | C              | C          | J                | J          |
| Puesto | Nombre           | Puntos     | Nombre         | Puntos     | Nombre           | Puntos     |
| ------ | ---------------- | ---------- | -------------- | ---------- | ---------------- | ---------- |
| 1      | Choi Yujin       | 3,173,040  | Shen Xiaoting  | 5,517,873  | Kawaguchi Yurina | 4,661,720  |
| 2      | Kim Chaehyun     | 2,665,915  | Su Ruiqi       | 2,912,831  | Sakamoto Mashiro | 4,578,784  |
| 3      | Kim Dayeon       | 2,614,923  | Huang Xingqiao | 2,816,654  | Ezaki Hikaru     | 4,176,316  |
| 4      | Kang Yeseo       | 2,475,538  | Cai Bing       | 2,682,114  | Nonaka Shana     | 2,563,703  |
| 5      | Seo Youngeun     | 2,015,176  | Wen Zhe        | 2,197,276  | Nagai Manami     | 2,363,513  |
| 6      | Guinn Myah       | 1,803,320  | Chen Hsinwei   | 1,751,753  | Kishida Ririka   | 2,221,061  |
| 7      | Kim Bora         | 1,662,629  | Fu Yaning      | 1,658,939  | Ikema Ruan       | 1,729,825  |
| 8      | Huening Bahiyyih | 1,503,092  | Xu Ziyin       | 1,637,433  | May              | 1,696,554  |

### Tercer periodo de votación global
El tercer periodo de votación tuvo lugar desde el 24 de septiembre de 2021 al 9 de octubre de 2021. La eliminación se realizó con base en los puntos individuales que recibieron cada una de las concursantes independientemente de su nacionalidad, a diferencia de las rondas anteriores. En total, de las 26 participantes, 8 fueron eliminadas. Las concursantes que continúan en el programa son las 17 integrantes mejor posicionadas en la tabla general, independientemente de su grupo, junto a una concursante que fue salvada por los mentores (Planet Pass).
| Episodio 9 | Episodio 9            | Episodio 9 | Episodio 9             | Episodio 11 | Episodio 11           | Episodio 11 | Episodio 11 | Episodio 11          | Episodio 11 |
| #          | Nombre                | #          | Nombre                 | #           | Nombre                | Puntos      | #           | Nombre               | Puntos      |
| ---------- | --------------------- | ---------- | ---------------------- | ----------- | --------------------- | ----------- | ----------- | -------------------- | ----------- |
| P1         | Shen Xiaoting (–)     | P10        | Fu Yaning (↑12)        | P1          | Shen Xiaoting (–)     | 4,161,699   | P10         | Su Ruiqi (↓3)        | 1,369,169   |
| P2         | Kim Dayeon (↑8)       | P11        | Kang Yeseo (↑1)        | P2          | Kim Dayeon (–)        | 2,395,726   | P11         | Kim Chaehyun (↓3)    | 1,308,669   |
| P3         | Hikaru Ezaki (↑1)     | P12        | Seo Youngeun (↑4)      | P3          | Mashiro Sakamoto (↑1) | 2,314,788   | P12         | Kang Yeseo (↓1)      | 1,248,877   |
| P4         | Mashiro Sakamoto (↓1) | P13        | Huening Bahiyyih (↑11) | P4          | Hikaru Ezaki (↓1)     | 2,185,083   | P13         | Huening Bahiyyih (–) | 1,238,862   |
| P5         | Yurina Kawaguchi (↓3) | P14        | Wen Zhe (↑1)           | P5          | Choi Yujin (↑1)       | 1,747,716   | P14         | Wen Zhe (–)          | 1,121,791   |
| P6         | Choi Yujin (↓1)       | P15        | Huang Xingqiao (↓8)    | P6          | Yurina Kawaguchi (↓1) | 1,692,862   | P15         | Kim Bora (↑6)        | 1,023,271   |
| P7         | Su Ruiqi (↓1)         | P16        | Ruan Ikema (↑3)        | P7          | Shana Nonaka (↑2)     | 1,621,602   | P16         | Huang Xingqiao (↓1)  | 1,015,623   |
| P8         | Kim Chaehyun (↑1)     | P17        | Manami Nagai (↓4)      | P8          | Fu Yaning (↑2)        | 1,548,272   | P17         | Kim Suyeon (↑3)      | 989,381     |
| P9         | Shana Nonaka (↑2)     | P18        | Chen Hsinwei (–)       | P9          | Seo Youngeun (↑3)     | 1,524,572   | PP          | Guinn Myah           | Guinn Myah  |

### Cuarto periodo de votación global
El cuarto y último periodo de votación tuvo lugar desde el 15 de octubre de 2021 al 22 de octubre de 2021, día en el que se transmitió en vivo el episodio final del programa. La eliminación se realizó con base en los puntos individuales que recibieron cada una de las concursantes independientemente de su nacionalidad. Los votantes pudieron elegir solo a una concursante entre las 18 que quedaban, y las 9 mejor posicionadas en la tabla general serían oficialmente las integrantes del nuevo grupo de chicas que será formado a través del programa. Este periodo de votación se reabrió nuevamente durante la transmisión final, permitiendo a los votantes apoyar a su concursante favorita en este transcurso.

### Resultado
Durante la final del programa, emitida el 22 de octubre de 2021 a las 8:00 PM (KST), se anunciaron a las 9 ganadoras de la competencia:
| Episodio 12 | Episodio 12      | Episodio 12 | Episodio 12             |
| #           | Nombre           | Puntos      | Empresa                 |
| ----------- | ---------------- | ----------- | ----------------------- |
| P1          | Kim Chaehyun     | 1,081,182   | Wake One Entertainment  |
| P2          | Huening Bahiyyih | 923,567     | Play M Entertainment    |
| P3          | Choi Yujin       | 915,722     | Cube Entertainment      |
| P4          | Kim Dayeon       | 885,286     | Jellyfish Entertainment |
| P5          | Seo Youngeun     | 781,657     | Biscuit Entertainment   |
| P6          | Kang Yeseo       | 770,561     | 143 Entertainment       |
| P7          | Ezaki Hikaru     | 713,322     | Avex Artist Academy     |
| P8          | Sakamoto Mashiro | 708,149     | 143 Entertainment       |
| P9          | Shen Xiaoting    | 700,663     | Top Class Entertainment |

Asimismo, el presentador Yeo Jingoo reveló el nombre que llevará la nueva agrupación resultante del programa: Kep1er, conformada por las 9 participantes ganadoras del programa. El grupo proyecto es manejado por Wake One Entertainment junto a Swing Entertainment, y debutó el 3 de enero de 2022 con el sencillo Wa Da Da de su EP First Impact.

## Episodios
| Nro. | Título        | Nombre del episodio                           | Fecha de emisión         |
| ---- | ------------- | --------------------------------------------- | ------------------------ |
| 1    | "Episodio 1"  | "Contact (너와 내 꿈들이 연곌될 시간)"        | 6 de agosto de 2021      |
| 2    | "Episodio 2"  | "Contact (너의 세계가 궁금해)"                | 13 de agosto de 2021     |
| 3    | "Episodio 3"  | "Connect (너도 내 우주에 끌리고 있잖아)"      | 20 de agosto de 2021     |
| 4    | "Episodio 4"  | "Connect (더 확실하게 My Sign)"               | 27 de agosto de 2021     |
| 5    | "Episodio 5"  | "It's Me! (바로 나야!)"                       | 3 de septiembre de 2021  |
| 6    | "Episodio 6"  | "Combination (더 확실하게 My Sign)"           | 10 de septiembre de 2021 |
| 7    | "Episodio 7"  | "같은 꿈을 꾸는 너와 나"                      | 17 de septiembre de 2021 |
| 8    | "Episodio 8"  | "생존자 발표식 (손을 잡아줘)"                 | 24 de septiembre de 2021 |
| 9    | "Episodio 9"  | "Creation #1 (신곡) (I'm gonna be your star)" | 1 de octubre de 2021     |
| 10   | "Episodio 10" | "한 걸음 한 걸음 좀 더 가까이"                | 8 de octubre de 2021     |
| 11   | "Episodio 11" | "생존자 발표식 (응답해줘 오버)"               | 15 de octubre de 2021    |
| 12   | "Episodio 12" | "파이널 생방송 (손을 잡아줘)"                 | 22 de octubre de 2021    |

## Discografía

### EP
| Título                                | Detalles del álbum | Posicionamiento en listas |
| Título                                | Detalles del álbum | JPN Hot                   |
| ------------------------------------- | --- | ------------------------- |
| Girls Planet 999 – Creation Mission   | - Lanzamiento: 8 de octubre de 2021 - Discografía: Stone Music Entertainment - Formato: Descarga digital, Streaming Track list 1. U+Me=LOVE 2. Snake (뱀) 3. Shoot! 4. Utopia | 11                        |
| Girls Planet 999 – Completion Mission | - Lanzamiento: 22 de octubre de 2021 - Discografía: Stone Music Entertainment - Formato: Descarga digital, Streaming Track list 1. Shine 2. Another Dream                     | —                         |

## Ratings
En la tabla, los números en azul representan las clasificaciones más bajas y los números en rojo representan las clasificaciones más altas.
| Ep.      | Fecha de Transmisión Original | Nielsen Korea Ratings |
| Ep.      | Fecha de Transmisión Original | Escala Nacional       |
| -------- | ----------------------------- | --------------------- |
| 1        | 6 de agosto de 2021           | 0.461%                |
| 2        | 13 de agosto de 2021          | 0.760%                |
| 3        | 20 de agosto de 2021          | 0.708%                |
| 4        | 27 de agosto de 2021          | 0.711%                |
| 5        | 3 de septiembre de 2021       | 0.858%                |
| 6        | 10 de septiembre de 2021      | 0.787%                |
| 7        | 17 de septiembre de 2021      | 0.838%                |
| 8        | 24 de septiembre de 2021      | 0.793%                |
| 9        | 1 de octubre de 2021          | 0.710%                |
| 10       | 8 de octubre de 2021          | 0.592%                |
| 11       | 15 de octubre de 2021         | 0.634%                |
| 12       | 22 de octubre de 2021         | 0.889%                |
| Promedio | Promedio                      | 0.654%                |